# Funció zeta de Lefschetz
En matemàtiques, la funció zeta de Lefschetz és una eina utilitzada en topologia periòdica, en la teoria del punt fix, i en sistemes dinàmics.
Donat un mapatge {\displaystyle f}, la funció zeta de Lefschetz es defineix per la sèrie
{\displaystyle \zeta _{f}(z)=\exp \left(\sum _{n=1}^{\infty }L(f^{n}){\frac {z^{n}}{n}}\right),}
on {\displaystyle L(f^{n})} és el nombre de Lefschetz de la {\displaystyle n}-iterada de {\displaystyle f}.
Aquesta funció zeta és important en la teoria topològica periòdica perquè és un invariant singular conté informació sobre totes les iterades de {\displaystyle f}.

## Exemples
El mapa d'identitat en {\displaystyle X} posseeix la següent funció zeta de Lefschetz:
{\displaystyle {\frac {1}{(1-t)^{\chi (X)}}},}
on {\displaystyle \chi (X)} és la característica d'Euler de {\displaystyle X}, és a dir, el nombre de Lefschetz del mapa d'identitat.
Un exemple menys trivial és el següent. Si es considera com a espai el cercle unitari ({\displaystyle X=S^{1}}) i sigui {\displaystyle f} la seva reflexió en l'eix {\displaystyle x}, o expressat d'una altra manera {\displaystyle f(\theta )=-\theta }, llavors {\displaystyle f} posseeix un nombre de Lefschetz igual a {\displaystyle 2}, i {\displaystyle f^{2}} és el mapa d'identitat, que té per nombre de Lefschetz el {\displaystyle 0}. Totes les iterades senars posseeixen un nombre de Lefschetz igual a {\displaystyle 2}, i totes les iterades parelles posseeixen un nombre de Lefschetz igual a {\displaystyle 0}. Per tant, la funció zeta de {\displaystyle f} és
{\displaystyle {\begin{aligned}\zeta _{f}(t)&=\exp \left(\sum _{n=1}^{\infty }{\frac {2t^{2n+1}}{2n+1}}\right)\\&=\exp \left(\left\{2\sum _{n=1}^{\infty }{\frac {t^{n}}{n}}\right\}-\left\{2\sum _{n=1}^{\infty }{\frac {t^{2n}}{2n}}\right\}\right)\\&=\exp \left(-2\log(1-t)+\log(1-t^{2})\right)\\&={\frac {1-t^{2}}{(1-t)^{2}}}\\&={\frac {1+t}{1-t}}\end{aligned}}}

## Fórmula
Si {\displaystyle f} és un mapa continu en una varietat compacta {\displaystyle X} de dimensió {\displaystyle n} (o en forma més general tot poliedre compacte), la funció zeta Lefschetz queda expressada per la fórmula
{\displaystyle \zeta _{f}(t)=\prod _{i=0}^{n}\det(1-tf_{\ast }|H_{i}(X,\mathbf {Q} ))^{(-1)^{i+1}}.}
La qual és una funció racional. Els polinomis del numerador i del denominador són essencialment els polinomis característics del mapa induït per {\displaystyle f} en els diversos espais homòlegs.

## Connexions
Aquesta funció generatriu és essencialment una forma algebraica de la funció zeta d'Artin-Mazur, la qual proveeix informació geomètrica sobre els punts fixos i periòdics de {\displaystyle f}.